# Sunicas
Sunicas (en grec : Σουνίκας) est un Hun qui sert dans l'armée byzantine comme général, en particulier lors de la guerre d'Ibérie, sous Justinien (527-565). 

## Biographie
Selon Zacharie le Rhéteur, Sunicas est un Hun qui fuit vers l'Empire byzantin où il est baptisé. En 527, il sert comme officier au sein de la forteresse de Dara en Mésopotamie, aux côtés de Simas. Il doit notamment défendre la citadelle face à des attaques des Sassanides,. En 530, il a le grade de dux, sans qu'il soit possible de savoir s'il est dux Mesopotamiae, c'est-à-dire le commandant des forces byzantines en Mésopotamie. Dans tous les cas, il participe à la bataille de Dara en juin 530. Aux côtés d'Aïgan, il dirige une unité de six cents cavaliers huns sur l'aile gauche byzantine, qui repoussent une offensive des Sassanides, avant d'être envoyés par Bélisaire pour renforcer l'aile droite. Là, Sunicas tue Baresmanès, le commandant en second des Sassanides, ainsi que son porte-drapeau. Les Sassanides cèdent ensuite à la panique, ouvrant la voie à une importante victoire byzantine,. 
L'année suivante, il est toujours sous les ordres de Bélisaire et participe à sa campagne contre les Sassanides. De sa propre initiative, il attaque les arrières des Sassanides. Il surprend plusieurs soldats ennemis qui sont tués ou capturés. Néanmoins, Bélisaire lui reproche d'avoir agi sans ordres et le réprimande sévèrement, avant qu'Hermogène ne joue les médiateurs pour les réconcilier. Au cours de la bataille de Callinicum, le 19 avril 531, Sunicas et Simmas dirigent l'aile gauche et repoussent une attaque sassanide, sans empêcher le gros de l'armée byzantine de céder et de battre en retraite. Néanmoins, Sunicas et ses hommes, principalement de l'infanterie, couvrent cette retraite et empêchent les Sassanides de poursuivre les Byzantins en fuite,. Rien n'est connu de lui après cette défaite.